# Tętnica bębenkowa tylna
Tętnica bębenkowa tylna (łac. arteria tympanica posterior) – w anatomii człowieka tętnica będąca gałęzią tętnicy rylcowo-sutkowej. Jest jedną z tętnic zaopatrujących jamę bębenkową.

## Przebieg
Tętnica bębenkowa tylna odchodzi od naczynia macierzystego (tętnicy rylcowo-sutkowej), wnika przez otwór rylcowo-sutkowy do kanału nerwu twarzowego, a następnie w towarzystwie struny bębenkowej biegnie przez kanalik struny bębenkowej i wchodzi do jamy bębenkowej.

## Zakres unaczynienia
Końcowe gałązki tętnicy zaopatrują głównie błonę śluzową tylnej ściany jamy bębenkowej. Przekształcają się tam w sieć zespalającą się z innymi tętniczkami jamy bębenkowej (tzn. tętnicą bębenkową górną, tętnicą bębenkową przednią, tętnicą bębenkową dolną oraz gałęzią szyjno-bębenkową tętnicy szyjnej wewnętrznej), głównie z tętnicą bębenkową przednią.